# Theresia Walser
Theresia Walser (* 20. November 1967 in Friedrichshafen) ist eine deutsche Dramatikerin.

## Leben
Theresia Walser, eine Tochter des Autors Martin Walser, absolvierte, nachdem sie ein Jahr lang in der Altenpflege gearbeitet hatte, von 1990 bis 1994 am Konservatorium für Musik und Theater Bern eine Schauspielausbildung. Sie war zwei Jahre lang Ensemblemitglied am Jungen Theater Göttingen. Sie lebt als Schriftstellerin u. a. in Berlin, Mannheim und Freiburg im Breisgau.
Theresia Walser ist Verfasserin von Theaterstücken, die als Gegenentwurf zum gängigen Bühnen-Realismus gedacht sind und deren ungewöhnliche, poetische Sprachkunst von der Kritik einhellig gelobt wird. Ihre Werke wurden in zwanzig Sprachen übersetzt, u. a. ins Englische, Französische, Spanische, Polnische, Ungarische, Griechische, Russische, Finnische. Sie wurde 1998 von der Jury der Zeitschrift „Theater heute“ zur Nachwuchsautorin  des Jahres gewählt; im gleichen Jahre erhielt sie den Förderpreis des Schiller-Gedächtnispreises des Landes Baden-Württemberg. Im Wintersemester 2011/2012 war sie, gemeinsam mit Karl-Heinz Ott, Inhaberin der Poetikdozentur der Universität Koblenz-Landau. 2013/14 war sie Hausautorin am Nationaltheater Mannheim.

## Werke
- Das Restpaar. Frankfurt am Main 1996 (Uraufführung Theater die Rampe, Stuttgart 1997)
- Kleine Zweifel. Das Restpaar. Frankfurt am Main 1997 (Uraufführung Münchner Kammerspiele 1997)
- King Kongs Töchter. Frankfurt am Main 1998 (Uraufführung Theater am Neumarkt, Zürich 1998)
- So wild ist es in unseren Wäldern schon lange nicht mehr. Frankfurt am Main 2000 (Uraufführung Münchner Kammerspiele 2000; Regie: Jan Bosse)
- Die Heldin von Potsdam. Frankfurt am Main 2001 (Uraufführung Maxim-Gorki-Theater, Berlin 2001)
- Wandernutten. Frankfurt am Main 2004 (Uraufführung Staatstheater Stuttgart 2004)
- Die Kriegsberichterstatterin. Frankfurt am Main 2005 (Uraufführung Bayerisches Staatsschauspiel, München 2005)
- Die Liste der letzten Dinge. (Uraufführung Bayerisches Staatsschauspiel München, 2006)
- Ein bisschen Ruhe vor dem Sturm. (Uraufführung Nationaltheater Mannheim 2006)
- Morgen in Katar. (Uraufführung Staatstheater Kassel 2008)
- Monsun im April. Komödie (Uraufführung Nationaltheater Mannheim 2008)[2]
- Herrenbestatter. Komödie. (Uraufführung Nationaltheater Mannheim 2009)[3][4]
- Die ganze Welt. (Zusammen mit Karl-Heinz Ott; Uraufführung Nationaltheater Mannheim 2010)[5][6]
- Eine Stille für Frau Schirakesch. (Uraufführung Theater Osnabrück 2011.)[7][8]
- Ich bin wie ihr, ich liebe Äpfel. (Uraufführung im Nationaltheater Mannheim am 12. Januar 2013)[9]
- Konstanz am Meer. Ein Himmelstheater.  Zusammen mit Karl-Heinz Ott. (Uraufführung Konzilfestspiele Konstanz, 27. Juni 2014). Rowohlt Theaterverlag 2013; Buch: Klöpfer & Meyer, Tübingen 2014.[10]
- Herrinnen. (Uraufführung im Nationaltheater Mannheim am 29. Oktober 2014)[11]
- Der Turm zu Basel., Groteske; Auftragsstück des Theaters. (UA: 15. September 2016 Theater Basel)[12]
- Nach der Ruhe vor dem Sturm. (UA am 9. Juni 2018 im Nationaltheater Mannheim). Rowohlt Theaterverlag 2019
- Schatten vom Schein oder So ein Bleiben für immer. (UA am 16. April 2019 im Theater Basel). Rowohlt Theaterverlag 2019
- Die Empörten. (UA Salzburger Festspiele 18. August 2019). Rowohlt Theaterverlag 2019
- Endlose Aussicht. (Monolog, UA am 3. September 2020, Kunstfest Weimar; Hörspiel, HR2 Kultur vom 26. Februar 2022). Rowohlt Theaterverlag 2020
- Kängurus am Pool. (UA E.T.A. Hoffmann-Theater Bamberg, 13. Mai 2022). Rowohlt Theaterverlag 2022

## Veröffentlichungen
- Morgen in Katar. Theaterstücke. Rowohlt Taschenbuch Verlag, Hamburg 2019

## Preise, Auszeichnungen und Nominierungen
- Fördergabe des Schiller-Gedächtnispreises des Landes Baden-Württemberg 1998
- „Nachwuchsautorin des Jahres“ 1998
- Nominierung für den Mülheimer Dramatikerpreis 1999 King Kongs Töchter
- „Autorin des Jahres“ 1999
- Übersetzungspreis des Goethe-Instituts
- „Stücke“-Förderpreis des Goethe-Instituts 1999
- Nominierung für den Mülheimer Dramatikerpreis 2001 So wild ist es in unseren Wäldern schon lange nicht mehr.
- „Stücke“-Förderpreis des Goethe-Instituts 2001
- Nominierung für den Mülheimer Dramatikerpreis 2005 Die Kriegsberichterstatterin.
- Stipendium der BHF-Bank-Stiftung für die Frankfurter Positionen 2006
- Nominierung für den Mülheimer Dramatikerpreis 2008 Morgen in Katar
- Förderung des Deutschen Literaturfonds für Endlose Aussicht.